# Bá tước phu nhân de Monsoreau (phim truyền hình, 1994)
Bá tước phu nhân de Monsoreau (tiếng Nga: Графиня де Монсоро, tiếng Pháp: La dame de Monsoreau) là một bộ phim truyền hình lãng mạn do Vladimir Popkov đạo diễn, được xuất phẩm vào ngày 5 tháng 1 năm 1998 tại Moskva.

## Lịch sử
Truyện phim phỏng theo tiểu thuyết cùng tên của tác giả Alexandre Dumas.
Vốn dĩ tiểu thuyết Bá tước phu nhân de Monsoreau (La dame de Monsoreau) gồm 3 tập, thường được coi như phần kế tục Vương hậu Margot (La reine Margot), san hành ngay năm sau - 1846. Mặc dù bối cảnh là thế kỉ XVI, nhưng các tác phẩm này bám sát hiện thực cách mạng Âu châu cùng thời với tác giả, cái khiến độc giả bị cuốn theo là những cuộc tranh đấu vì âm mưu và ái tình. Tuy nhiên, Bá tước phu nhân de Monsoreau đáng coi là cuốn khó đọc và có diễn biến căng thẳng nhất trong các trứ tác Alexandre Dumas. Tại Việt Nam hiện mới có bản dịch của ông Nguyễn Việt Hồng, do Nhà xuất bản Đà Nẵng ấn hành năm 1989. Hồi năm 2001, kênh VTV1 đã cho công chiếu phim truyền hình chuyển thể và lập tức gây nên cơn sốt một thời gian dài.
Truyện khởi sự ngày 02 tháng 09 năm 1578, tức là sáu năm sau thảm sát tuần thánh Barthélemy. Vua Henri Đệ Tam tấn phong bào đệ François làm công tước xứ Anjou, chuẩn bị thiện nhượng vì ngài tuyệt tự (thời này tông chủ Pháp chưa được đức giáo phụ gia miện hoàng đế). Từ lúc này đức vua phải đứng giữa hai phái Angevin (ủng hộ công tước François de France) và Guise (suy tôn công tước Henri de Lorraine). Cho nên quốc vương đành tỏ vẻ là kẻ phù phiếm, thường dắt tên hề Chicot ra hẻm Paris tìm gái hoa.
Tuyến truyện tập trung dần về cuộc đấu trí giữa bá tước trẻ Louis de Bussy (thành viên hội kín Huguenot) và bá tước già Charles de Monsoreau (Montsoreau bỏ chữ T để gợi ý rằng tác phẩm là hư cấu). de Bussy nhờ công trạng trong vụ trấn áp tuần thánh (vết tích để lại là cái thẹo dài trên mặt) nên được anh em vua rất sủng ái, vì thế tuy bẩm tính tàn bạo song y cũng rất cao ngạo. de Bussy rắp tâm quyến rũ nàng Diane de Méridor (nguyên mẫu là phu nhân Françoise de Maridor ; tuy con nhà quyền thế nhưng nhan sắc nàng chỉ tầm trung, cá tính e thẹn), người vợ mới cưới còn son trẻ của lão bá tước de Monsoreau.
Cao trào là khi nhà Guise phát động chính biến, bức vua Henri vào tu viện giam lỏng. Gã hề Chicot bèn liên lạc với de Bussy và bằng hữu cố cách giải cứu. Bá tước de Monsoreau đã biết rõ Diane tư thông với de Bussy, vốn dĩ ông ta cũng chẳng thương xót gì Diane, nên lợi dụng nàng đưa bọn Angevin vào bẫy.

## Nội dung
Paris năm 1578, trong thời kì chiến tranh tông giáo, phái Huguenot đứng sau lưng vua Henri xứ Navarre, trong khi người Công giáo hiếu chiến được gia tộc Guise hậu thuẫn. Ở giữa hai thế lực đang tranh đấu vô cùng quyết liệt, vua Henri Pháp quốc tỏ ra mê chuộng sự xa hoa phù phiếm và không đủ khả năng cai trị. Vây lấy Henri là hằng hà sa số nịnh thần chỉ cốt khiến vua lãng phí quốc khố vào những cuộc chơi trác táng. Thỉnh thoảng, ngài cũng vi hành nhưng không phải vì công vụ mà là dạo khắp ngõ hẻm Paris tìm gái hoa.
Tuy ít quan tâm chính triều nhưng Vua Henri tỏ ra rất sủng ái bào đệ là công tước François xứ Anjou, mong có ngày thiện nhượng cho vì ngài không thể có con. Các phe cánh quý tộc và thân hữu Anjou liên tiếp đụng độ nhau. Trong số ấy có bá tước de Bussy, người tha thiết ủng hộ Anjou đăng cơ, đồng thời, ông là thành viên hội kín Huguenot.
Nhà Guise rắp tâm tiếm ngôi, bèn khởi chính biến truất vua Henri rồi bức vào tu viện giam lỏng. Chỉ còn gã hề trung thành Chicot tìm cách liên lạc với de Bussy và đồng đảng hòng lập kế hoạch cứu hoàng đế. Không may, trước đó de Bussy đã tư tình với bá tước phu nhân Diana de Monsoreau, có phu quân là ủng hộ viên Guise. Bá tước de Monsoreau vừa cưỡng bách vừa lợi dụng Diana để mưu hại de Bussy, coi như chặt hết vây cánh Henri.
Rốt cuộc vua Henri đường hoàng trở lại ngôi báu, hưởng những ngày bình an cuối cùng trước khi triều đại lụi tàn. Nhưng nhiều bằng hữu thân thiết phải chịu số phận cay đắng, kể cả de Bussy. Cái giá cho tự do quá đắt.
Nhiều năm sau cái chết của bá tước de Monsoreau, người Paris còn đồn thổi về một cô nương xuất quỷ nhập thần, thường gieo tai họa cho bọn ủng hộ nhà Guise. Người phụ nữ bí hiểm ấy là ai, chỉ Chicot biết.
| “              | Paris 1578, sáu năm sau vụ đồ sát kinh hoàng nhân tuần thánh Barthélemy. Vua Charles Đệ Cửu đã hoăng, ngôi báu về tay công tước xứ Anjou, trong khi bào đệ Henri đăng cơ tại Ba Lan. Việc này khiến đức bà Catherine de Médicis lấy làm khó chịu, bởi bà chỉ mong ngắm đứa con yêu Henri de Valois trên ngai vàng Pháp quốc. Vậy là cứ ý mẹ, Henri trốn khỏi Ba Lan, bỏ luôn kim miện nước này để trở thành Henri Đệ Tam nước Pháp. Vị công tước xứ Anjou dần ghê sợ cái mưu thâm của mẹ, để lại đem ngôi cao ra mặc cả. Công tước xứ Guise sớm đón bắt tham vọng đó để mà dung dưỡng, để mà khuyến khích anh em Henri kình chống nhau. Vì kì thực, chính y cũng đang dòm dỏ kim miện nhờ huyết thống cao quý của mình. Trong lúc ấy, Henri Đệ Tam chỉ bận tâm với lũ sủng thần ăn hại mà dân chúng thường căm ghét và chế nhạo. Công tước xứ Anjou thì được bọn quý nhân Angevin ủng hộ hết lòng, mà cầm đầu phái này là bá tước de Bussy - trang anh hùng hào hoa phong nhã, "đệ nhất kiếm thủ" Pháp quốc. Vả khi cuộc chiến tranh kim miện lên tới đỉnh điểm, các ứng viên phải dùng lại lá bài tẩy là tông giáo. Thế là Công-hội và người Kháng Cách bị lôi vào cuộc. Pháp quốc đã tới ngưỡng vực một cuộc nội chiến mới. | ” |
| — Tựa vào phim | |   |

## Kĩ thuật
Phim được thực hiện tại Moskva đồng thời với Vương hậu Margot từ năm 1994 đến 1996 mới xong, hậu kì hoàn tất trong năm 1997, được coi như phần tiếp theo của Vương hậu Margot.

### Sản xuất
- Điều phối : Igor Novoselov
- Phục trang : Natalya Polyakh, Lyubov Zaytseva
- Trang điểm : Isabella Baykova
- Biên đạo múa : Inga Voronina
- Hòa âm : Marina Nigmatulina

### Diễn xuất
- Gabriella Mariani... Diana de Monsoreau (giọng Svetlana Ryabova)
- Aleksandr Domogarov... Bá tước de Bussy
- Yury Belyayev... Bá tước de Monsoreau
- Aleksey Gorbunov... Chicot
- Yevgeny Dvorzhetsky... Henri III của Pháp
- Yevgeny Dvorzhetsky... Henri IV của Pháp
- Yekaterina Vasilyeva... Caterina de' Medici
- Dmitry Maryanov... de Saint-Luc (giọng Aleksey Ivaschenko)
- Irina Bezrukova... Louise xứ Lorraine-Vaudémont
- Boris Klyuev... Công tước Henri de Guise
- Oleg Isayev... Rémy
- Nonna Grishaeva... Gertrude
- Sergey Vinogradov... Quélus
- Bibina Strizhenova... Jeanne de Brissac
- Levan Mskhiladze... Maugiron
- Boris Ivanov... Bá tước de Brissac
- Igor Kayukov... Livarot
- Konstantin Sitnikov... Agrippa d'Aubigné

## Phong hóa
Bá tước phu nhân de Monsoreau được chế tác rất công phu, đa phần dùng kỹ thuật góc quay hẹp và không gian chỉ dàn dựng ước lệ. Phim thực hiện trong thời đỉnh thịnh ngắn ngủi của nghệ thuật sân khấu Nga, là sự kế tục tinh hoa sân khấu Tô Liên. Sang đến thập niên 2000 khi điện ảnh và truyền hình Nga biến chuyển phong cách, xuất phẩm càng được đánh giá là kiệt tác bởi nước Nga không còn khả năng sản xuất một bộ phim như vậy nữa.
Bộ phim được trang RusKino chấm 7,0/10 sao, còn tại KinoPoisk đạt tới 9,0/10.
Tại Việt Nam, hầu như ngay sau khi Bá tước phu nhân de Monsoreau lên sóng truyền hình Nga, ban khai thác bản quyền truyền hình trực thuộc Đài Truyền hình Việt Nam đã tìm cách liên lạc với đối tác Nga để nhập khẩu về. Bộ phim được kênh VTV1 giới thiệu ở khung 21:00 hàng tuần đầu năm 1999 gây cơn sốt ái mộ trở lại các tác phẩm Alexandre Dumas như trường hợp D'Artagnan và ba chàng lính ngự lâm thập niên 1980.

## Liên kết

### Tư liệu
- Thông tin KinoPoisk
- Thông tin KinoTeatr
- Thông tin KinoFilms
- Сериал «Графиня де Монсоро» с рецензиями зрителей
- The Wars of Religion, Part I Lưu trữ ngày 22 tháng 9 năm 2010 tại Wayback Machine
- The Wars of Religion, Part II Lưu trữ ngày 15 tháng 4 năm 2021 tại Wayback Machine
- French Religious Wars Lưu trữ ngày 17 tháng 7 năm 2012 tại Wayback Machine
- The Wars of Religion Lưu trữ ngày 16 tháng 9 năm 2018 tại Wayback Machine
- The eight wars of religion (1562–1598) in The Virtual Museum of Protestantism